# 奥伯霍芬城堡

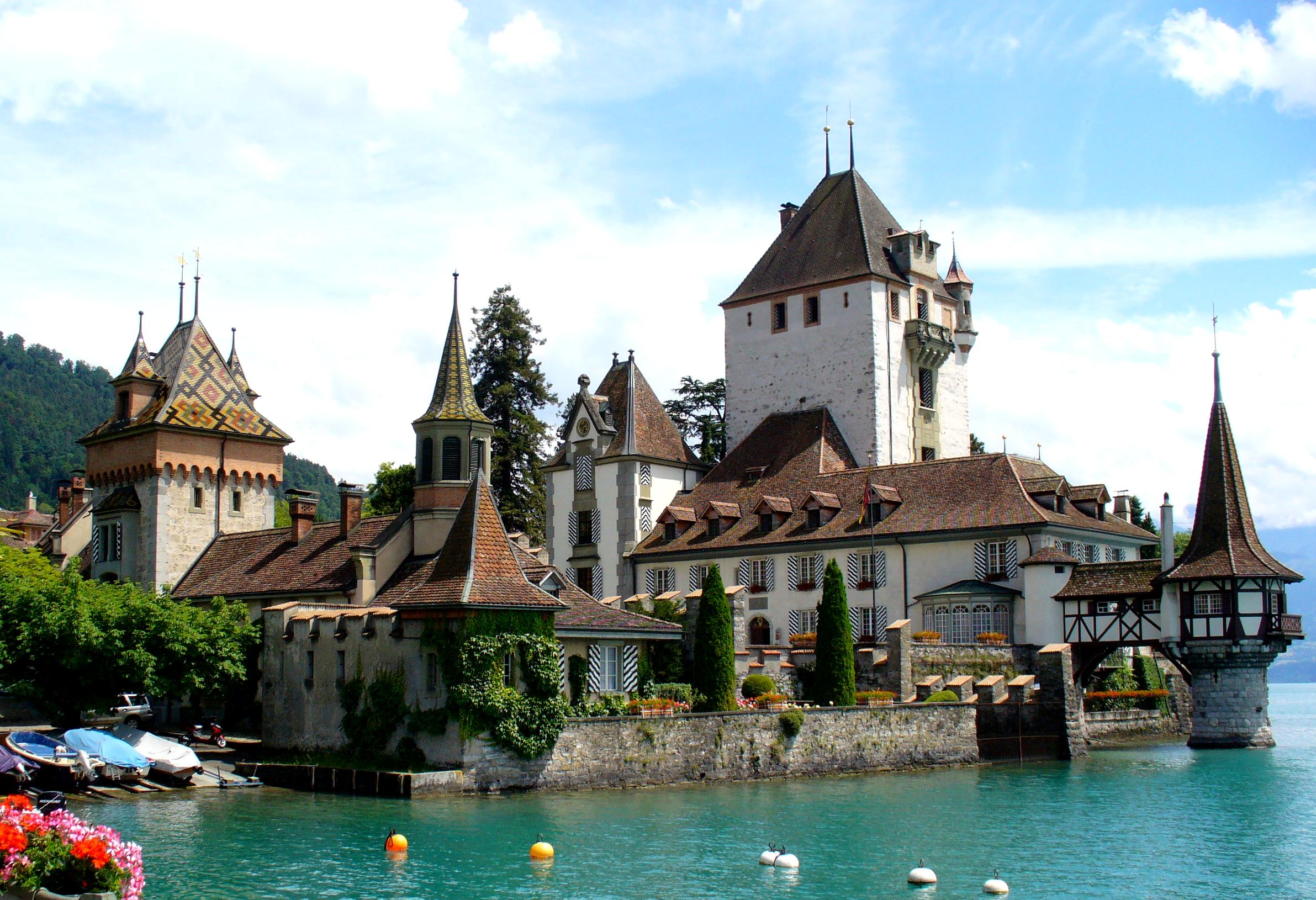
奥伯霍芬城堡

奥伯霍芬城堡（德語：Schloss Oberhofen），又译上霍芬城堡，是瑞士伯恩州上霍芬（Oberhofen am Thunersee）镇的一座的中世纪城堡。现已列入瑞士国家重要文化财产名录。
奥伯霍芬城堡坐落在图恩湖西北岸水畔，始建于13世纪，现作为博物馆开放。城堡旁的花园占地达2.5公顷，建于1840年代。